# Бергер (Німеччина)
Бергер (нім. Börger) — громада в Німеччині, розташована в землі Нижня Саксонія. Входить до складу району Емсланд. Складова частина об'єднання громад Зегель.
Площа — 55,25 км2. Населення становить 979 ос. (станом на 31 грудня 2021).